# キスアンドライド

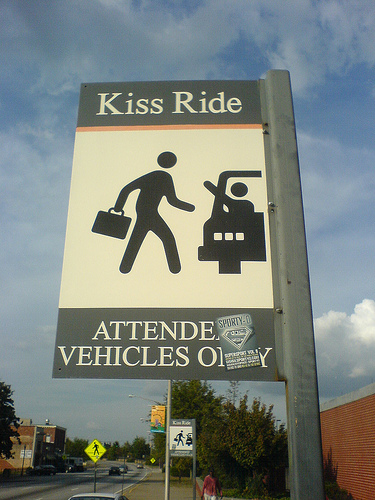
アトランタ・マルタのキスアンドライド標識

キスアンドライド（kiss-and-ride、略称K&R）とは、家族に最寄駅まで送迎してもらい、そこから公共交通機関に乗り換えて通勤や通学などを行う方法。

## 概要

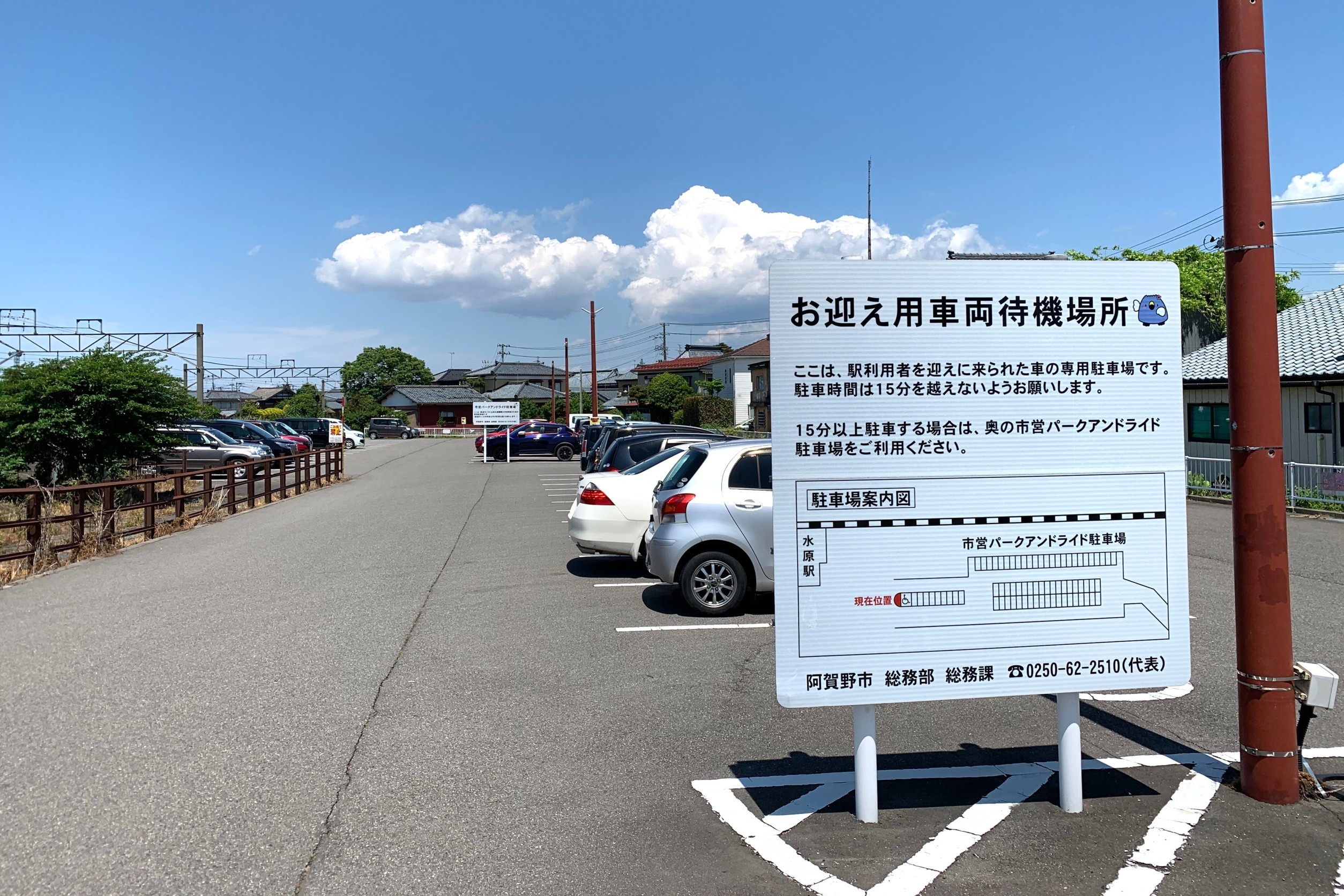
送迎車用に整備された待機場所。奥の無料パークアンドライド駐車場とは区別されている（水原駅）

自宅から公共交通機関の乗降所（駅やバス停など）まで自動車等で家族（語源的には主に配偶者）に送り迎えをしてもらう通勤・通学形態。パークアンドライドが自らが運転する乗継行動なのに対し、キスアンドライドは家族等の送迎による乗継行動である。アメリカ合衆国で送ってもらった配偶者にキスをしてから、公共交通機関に乗り換える（ライド）ことからこの言葉が生まれた。
キスアンドライドを行うには、出発時や帰宅時に送迎を行う自動車と運転者が存在することが前提条件となる。パークアンドライドのように出勤（外出）中継続して他の人（家族等）が使用しない自動車の存在（車の専用可能性）、本人の運転免許の保有、駅など乗り継ぎを行う場所に駐車場が存在すること（駐車条件）は不要だが、利用者以外の条件が加わるためキスアンドライドのほうが一般に制約が大きいといわれている。最寄駅周辺の駐車場料金が高価であったり、自宅周辺の二次交通（路線バスなど）が不便な場合に利用されることが多い。実際の利用には乗り継ぎの利便性や移動手段の快適性（着席可能性や車内混雑状況など）の影響も受ける。
なお、営業用自動車（タクシーやハイヤーなど）による乗り継ぎや企業が所有する自動車による会社の運転手による送迎などは通常含まない。

## 交通政策での活用
都市近郊の郊外駅では駅前のロータリーなどを整備することにより、パークアンドライドと同じように都心部の交通量を軽減させる効果がある。反面、駅周辺の混雑を引き起こすことから乗降場所を設定している駅もある。